# Gedenkstätte Bad Kreuznach
Die Gedenkstätte Bad Kreuznach zur Erinnerung an die ermordeten Bad Kreuznacher Juden wurde am 18. Juli 2018 auf der Alten Nahebrücke, dem Bad Kreuznacher Wahrzeichen, eingeweiht. Der Ort wurde deshalb gewählt, weil die Stele dort im Herzen der Kurstadt steht und damit auch symbolhaft gezeigt wird, dass die 226 jüdischen Mitbürger als normale Bürger in der Stadt lebten.

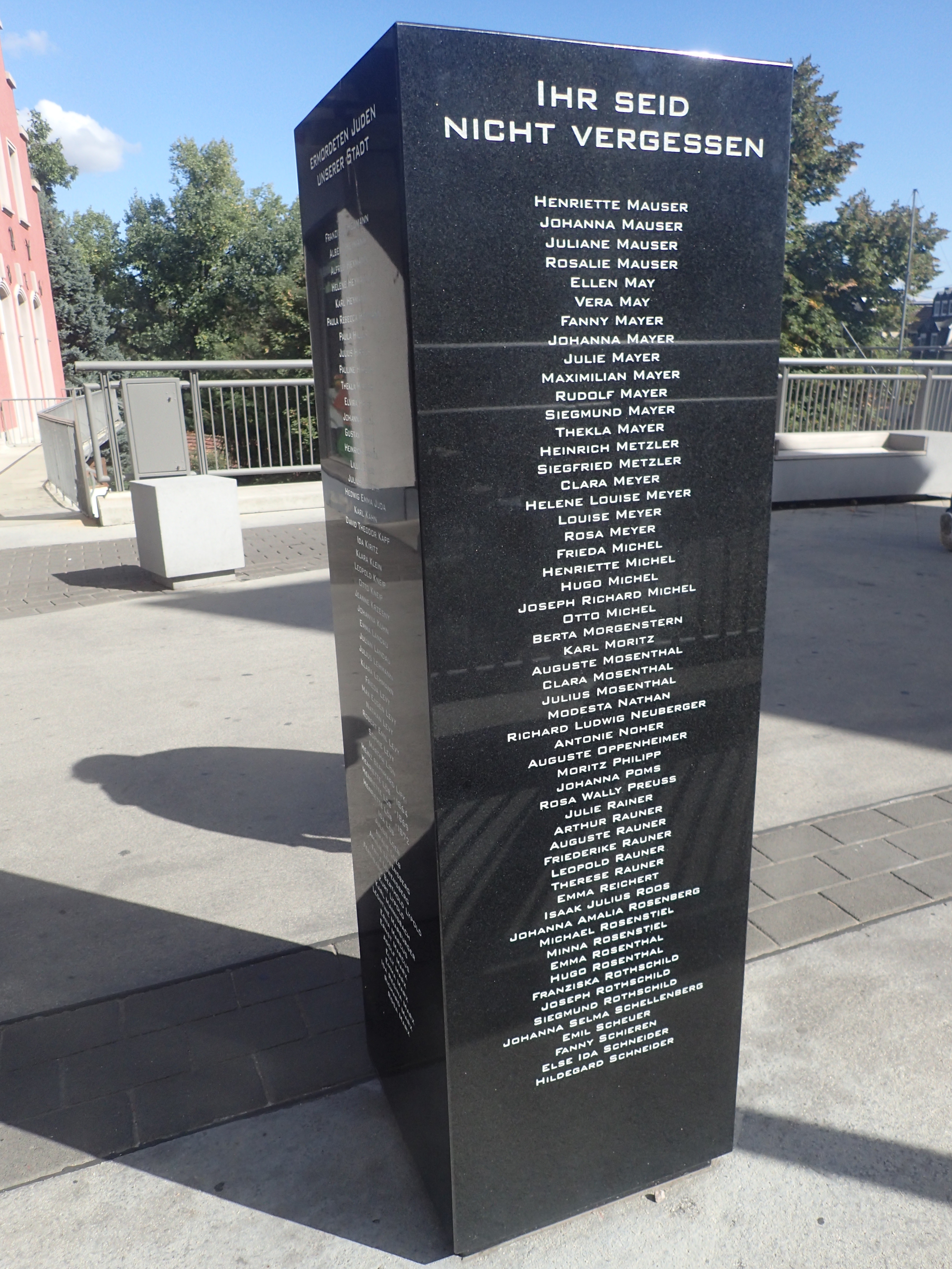
Mahnmal Bad Kreuznach

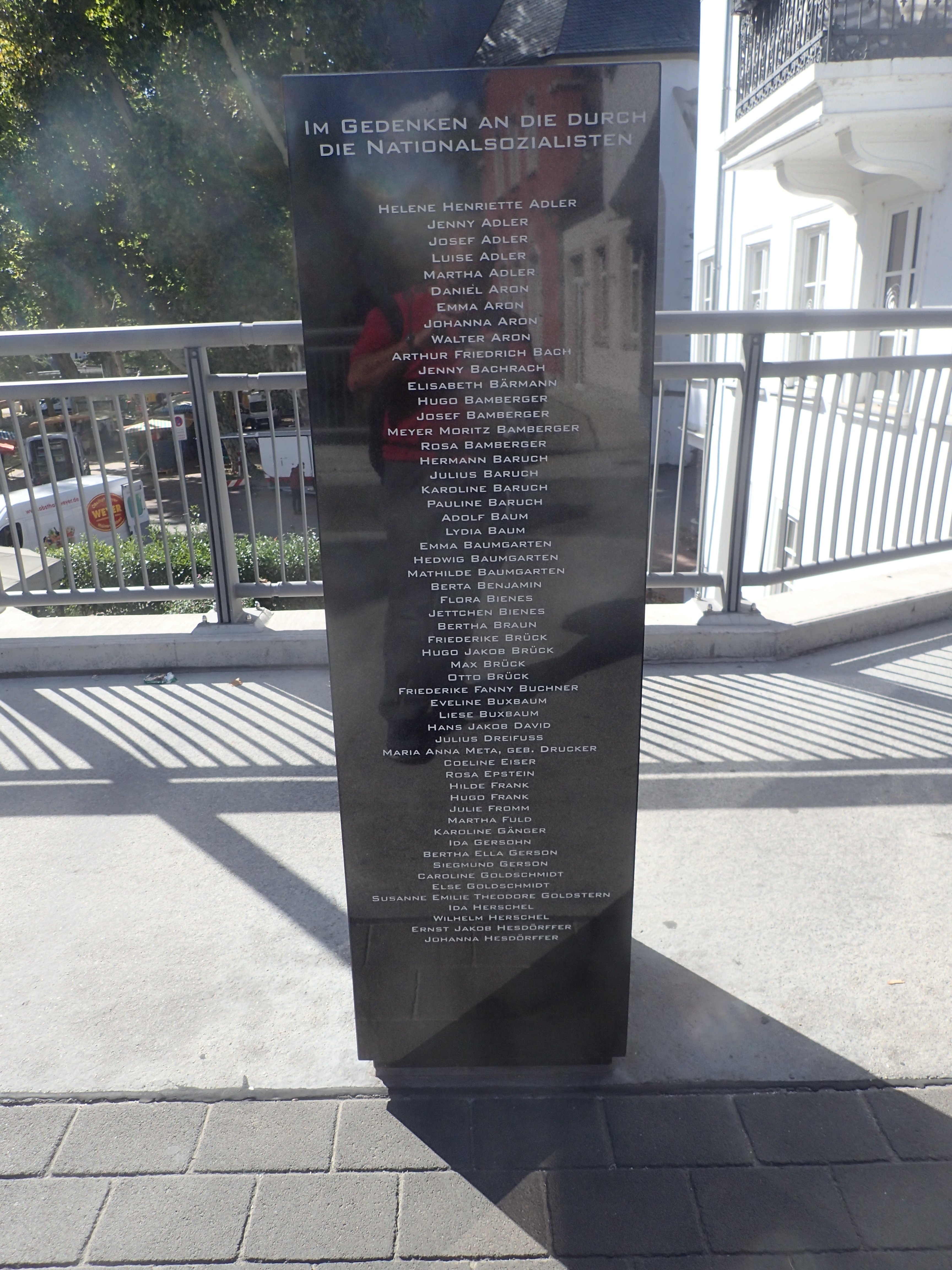
Mahnmal Bad Kreuznach

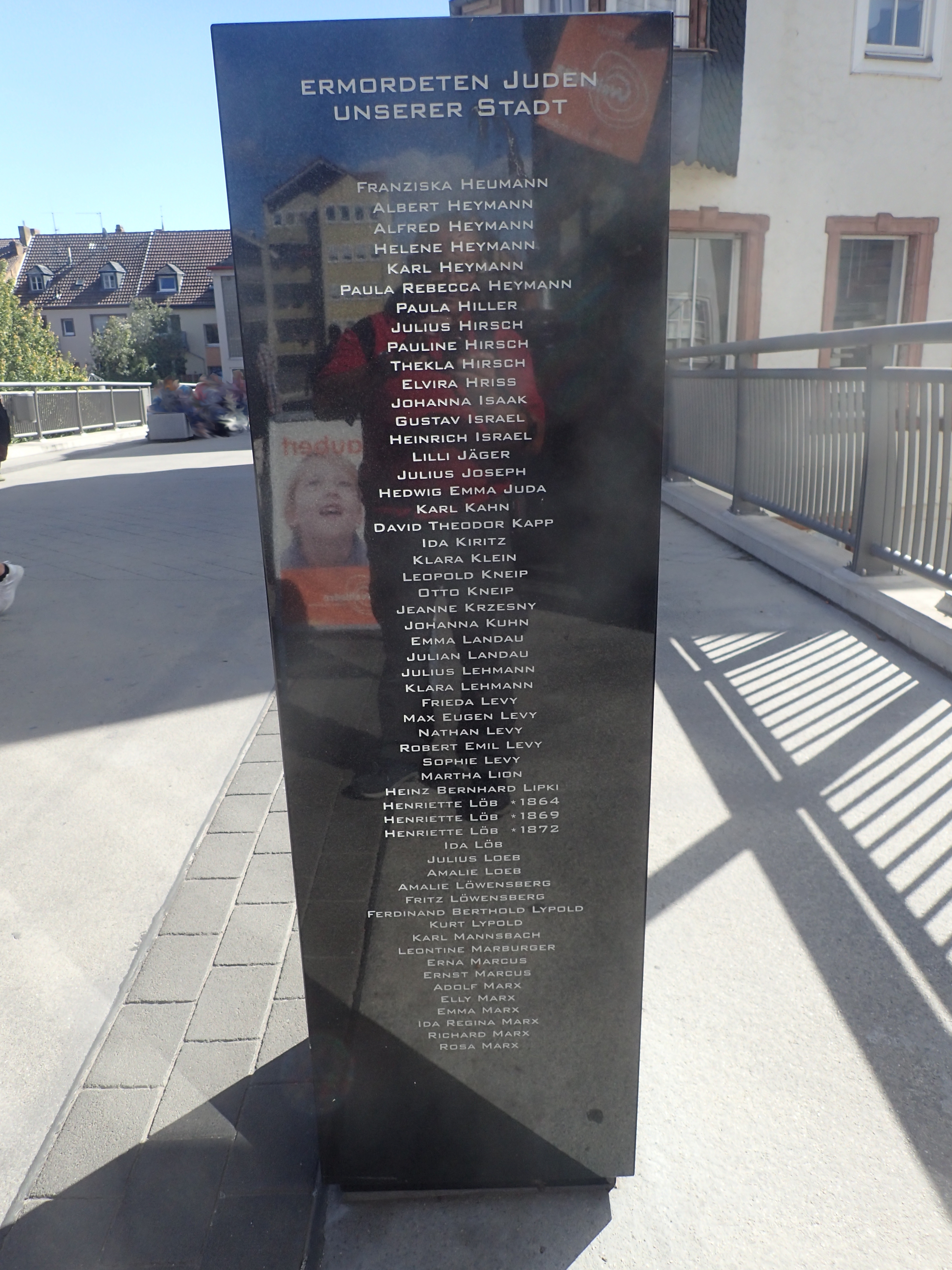
Mahnmal Bad Kreuznach

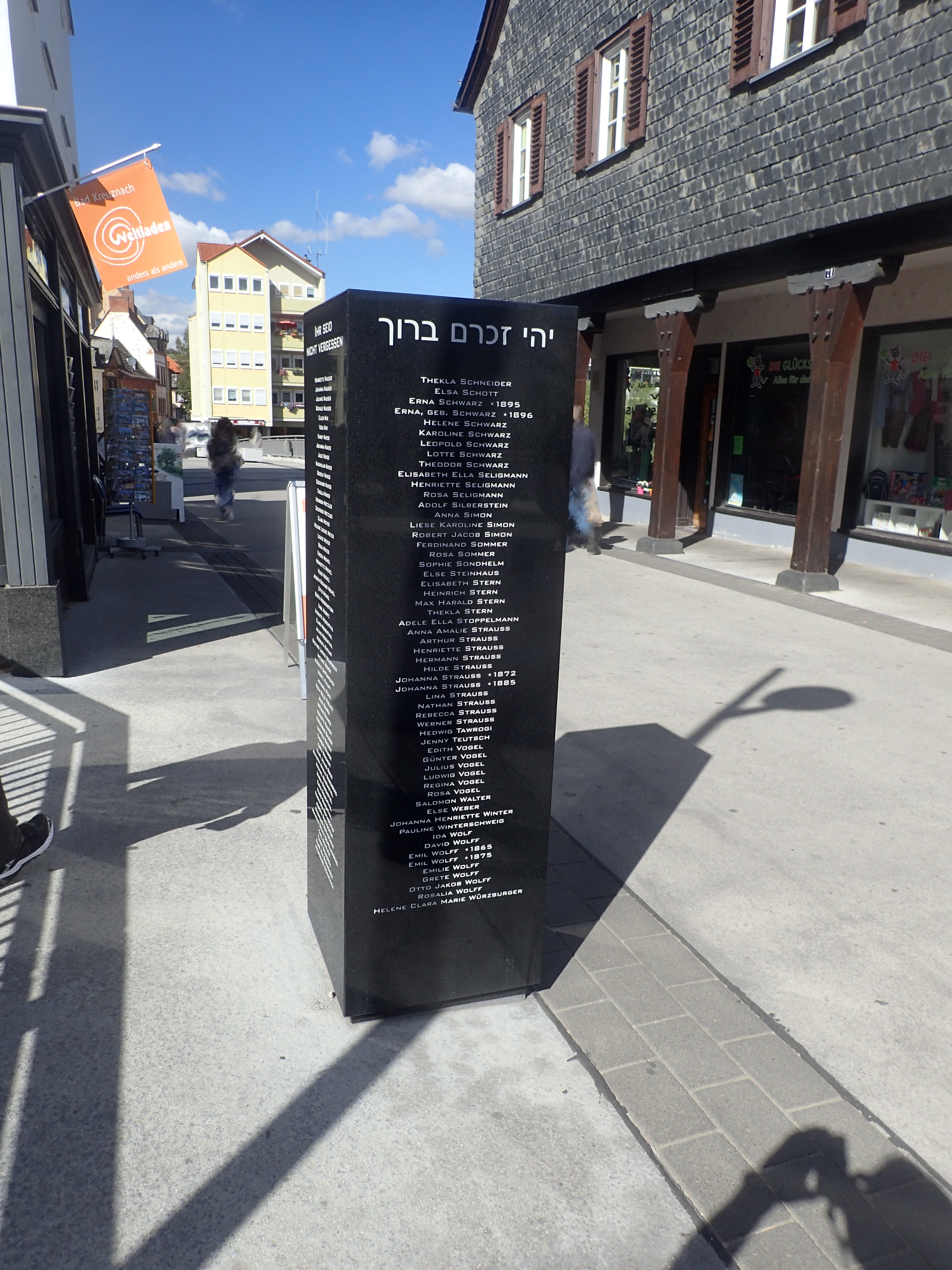
Mahnmal Bad Kreuznach

Die Stele trägt die Inschrift:
Im Gedenken an die durch die Nationalsozialisten ermordeten Juden unserer Stadt
Ihr seid nicht vergessen
יהי זכרם ברוך, gefolgt von den Namen der Opfer.